# 弁乳母
弁乳母（べんのめのと、生没年未詳）は、三条天皇皇女禎子内親王（陽明門院）の乳母。本名は藤原明子。
父は藤原北家魚名流加賀守藤原順時、母は肥後守紀敦経女。藤原道綱の三男藤原兼経の室であり、讃岐守藤原顕綱の母。
長和2年（1013年）に禎子内親王の乳母として出仕し、江侍従や周防内侍らと親交があった。承暦2年（1078年）の内裏歌合への出詠が現存作品の最後となっている。家集に『弁乳母集』。勅撰集には『後拾遺和歌集』以下に計29首が入集している。

## 補注